# Synagoge Illingen (Saar)

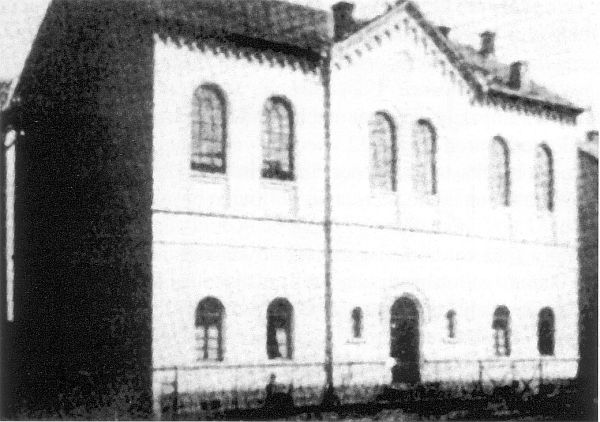
Aufnahme der Synagoge Illingen vor 1938

Die Synagoge Illingen befand sich in der Hauptstraße 11 in Illingen im Saarland. Sie wurde während der Novemberpogrome 1938 niedergebrannt und 1949 abgerissen. Auf dem Grundstück wurde dann ein Geschäftshaus errichtet.

## Geschichte

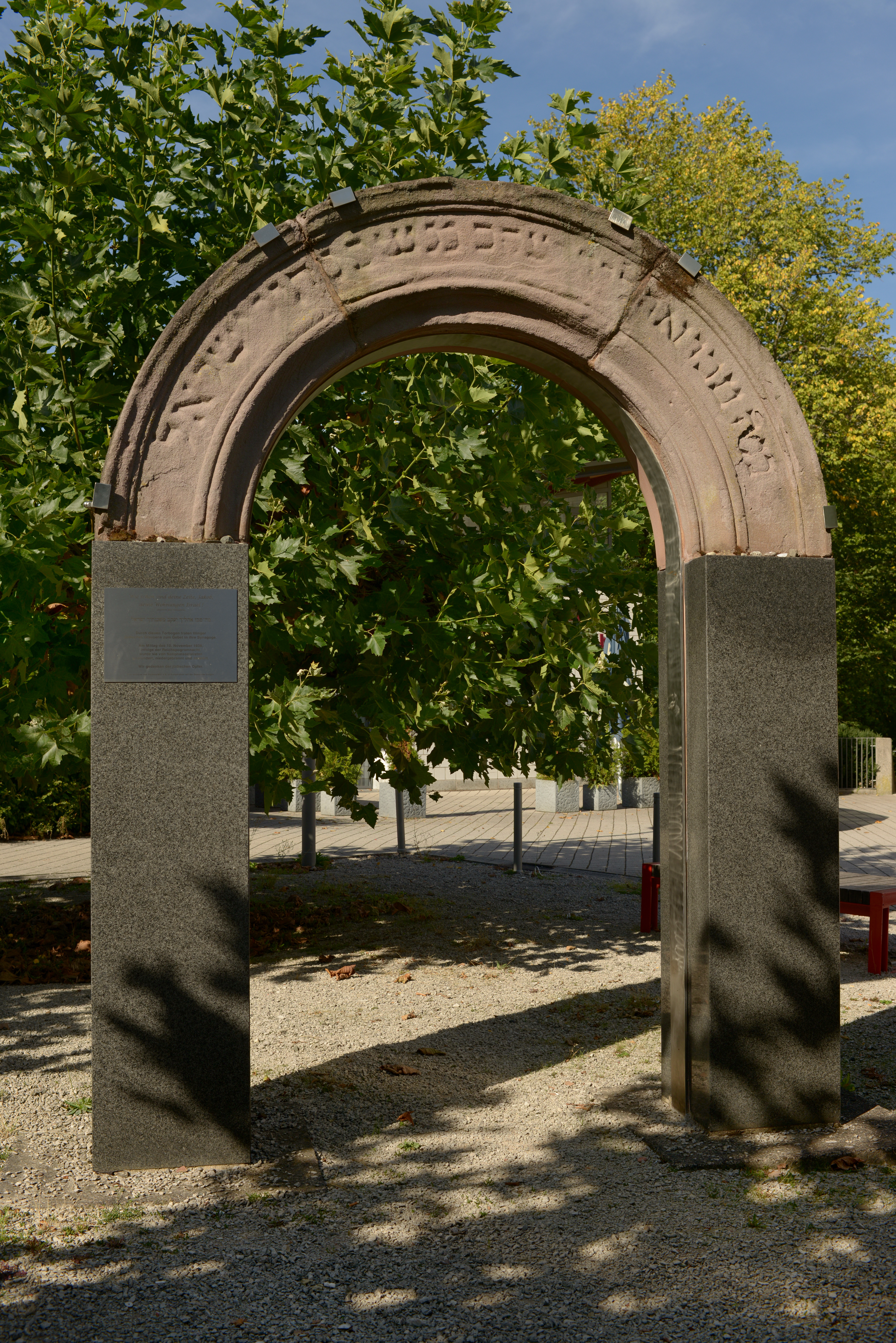
Torbogen der Synagoge Illingen

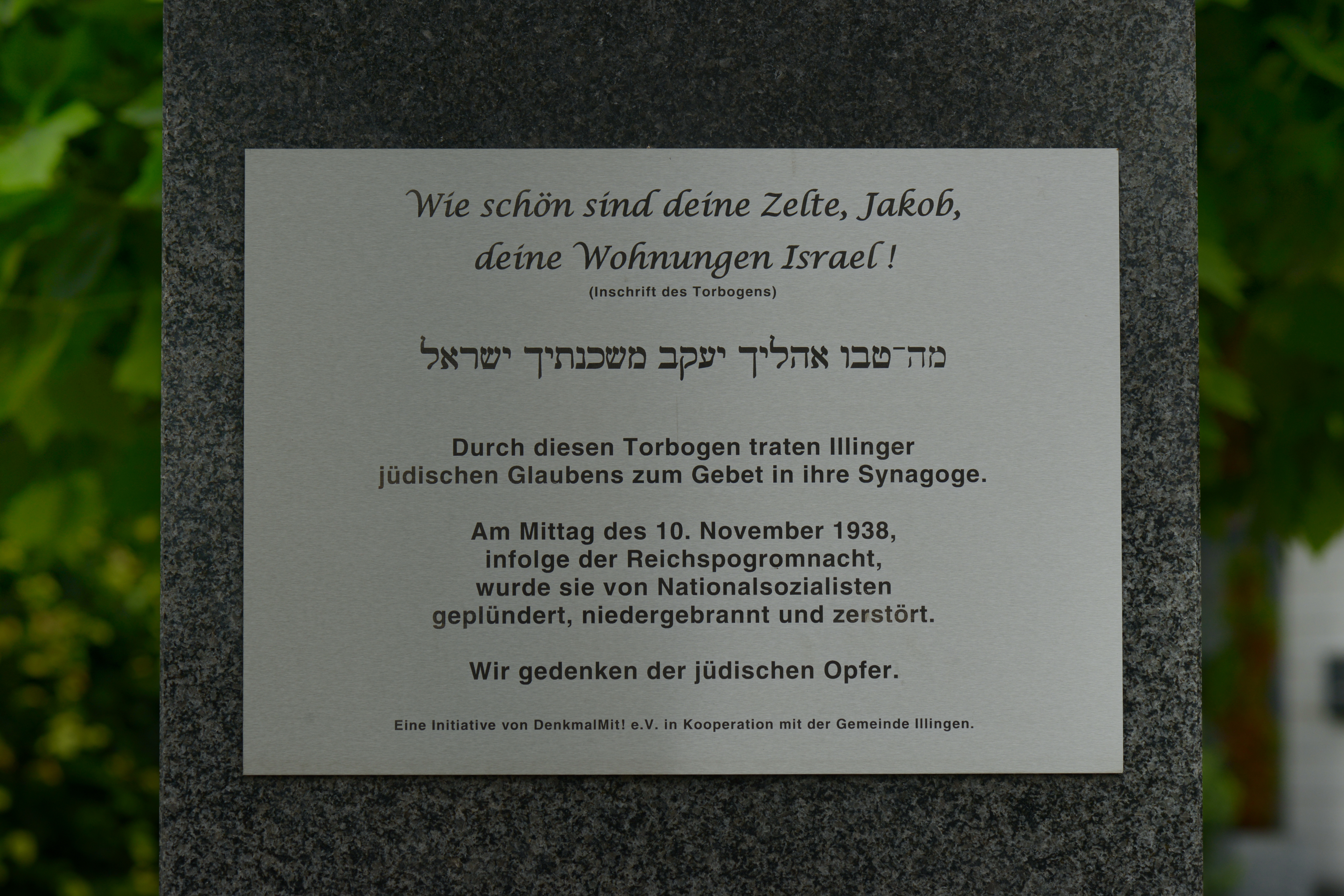
Hinweistafel am Torbogen der Synagoge Illingen

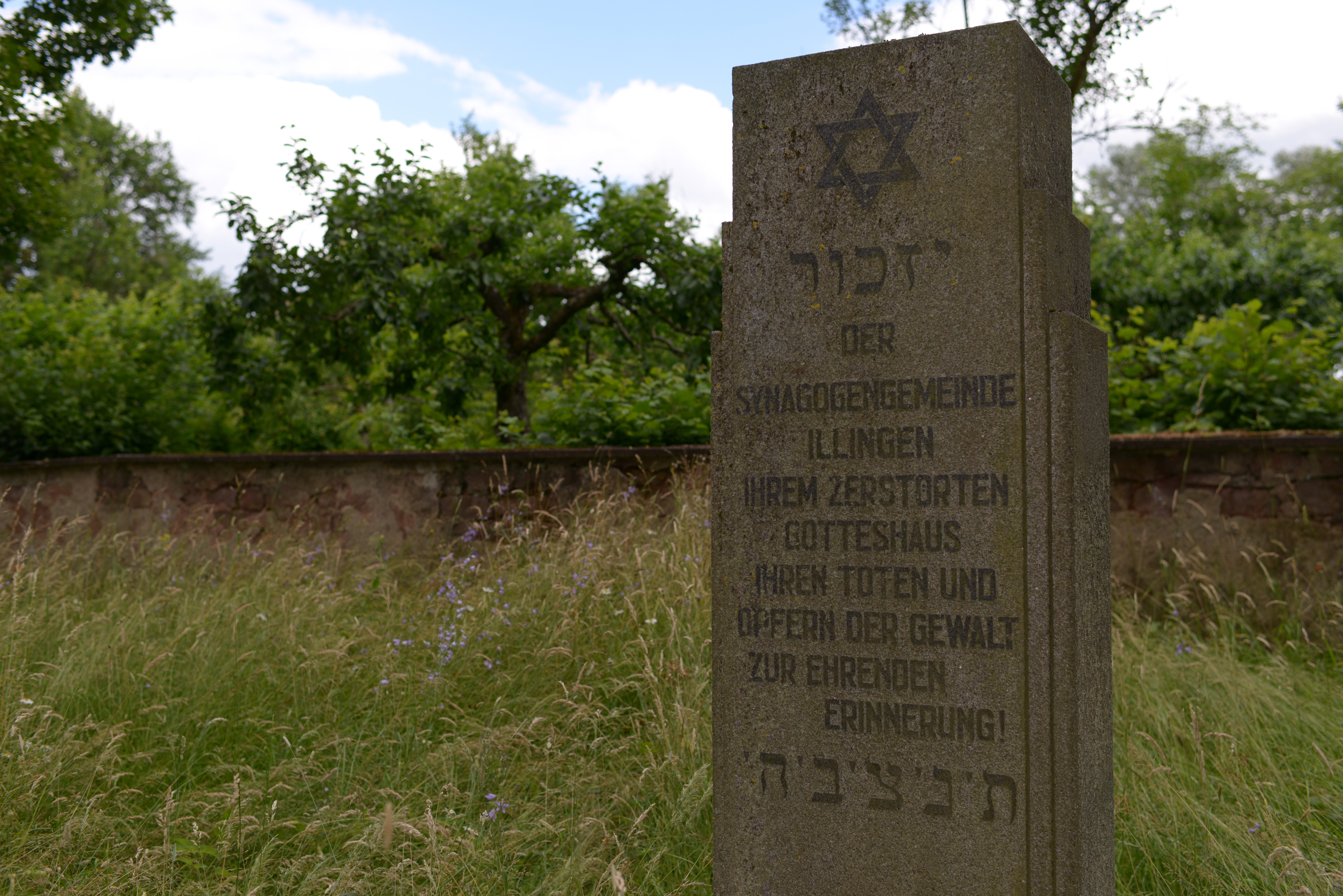
Mahnmal auf dem jüdischen Friedhof in Illingen

Bereits im Jahr 1798 wurde in Illingen eine erste Synagoge in der Judengasse errichtet. Da deren baulicher Zustand Ende der 1830er Jahre sehr schlecht war, wurde 1842 durch den zuständigen Trierer Oberrabbiner Joseph Kahn der Neubau einer Synagoge angeregt und von der jüdischen Gemeinde beschlossen. Bis 1856 wurde allerdings weder mit den Planungen noch mit dem Neubau begonnen. Erst nachdem die Synagoge im Jahr 1856 wegen Einsturzgefahr von den Behörden geschlossen worden war, begannen die Planungen. Ein passendes Baugrundstück wurde dann im April 1856 in der Hauptstraße gefunden. Der genaue Baubeginn ist unklar. Ein Bericht in der Allgemeinen Zeitung des Judentums legt nahe, dass mit dem Bau erst nach August 1857 begonnen wurde. Im Jahr 1859 fand dann die Einweihung der Synagoge statt. Die Synagoge war ein zweigeschossiger Bau mit Satteldach. Neben dem Betsaal beherbergte sie noch eine Schule und eine Wohnung für den Lehrer. Während der Novemberpogrome wurde die Synagoge geplündert und in Brand gesetzt. Da sich die Löscharbeiten der Feuerwehr lediglich darauf beschränkten, die angrenzenden Wohnhäuser vor einem Übergreifen der Flammen zu schützen, brannte die Synagoge vollständig aus. Am 17. Juni 1940 kaufte die Gemeinde Illingen das Grundstück inklusive der Ruine für 1500 Reichsmark von der jüdischen Gemeinde. Der geringe Kaufpreis rührt daher, dass die Gemeinde Illingen die Abrisskosten, die von der jüdischen Gemeinde nicht aufgebracht werden konnten, mit dem Kaufpreis des Grundstückes verrechnete. Der Abriss erfolgte dann allerdings erst nach dem Krieg im Jahr 1949. An der Stelle der Synagoge wurde ein Geschäftshaus errichtet. Der erhaltene Torbogen des Eingangs wurde auf den jüdischen Friedhof verbracht, wo im selben Jahr ein Mahnmal zur Erinnerung an die Synagoge aufgestellt wurde.
Seit einem Kunstwettbewerb zum Gedenken an die Illinger Juden im Jahr 1996/97 steht der Torbogen, auf zwei Marmorstelen gelagert, auf einer Grünfläche vor dem Pfarrheim der katholischen Kirchengemeinde St. Stephan.

## Jüdische Gemeinde Illingen
Die Ansiedlung von Juden geht auf die Freiherren von Kerpen zurück. Diese hatten die sich ansiedelnden Juden gegen ein Schutzgeld aufgenommen und ihnen gegen einen kleinen Erbzins Parzellen zwischen dem Schloss Kerpen und dem Dorf zur Verfügung gestellt. Bereits im Jahr 1747 wurde ein eigener Begräbnisplatz angelegt. Seit den 1760er Jahren hatte die jüdische Gemeinde einen eigenen Rabbiner, der die Gottesdienste abhielt und Religionsunterricht erteilte. Bis zum Bau der ersten Synagoge (um 1798) fanden die Gottesdienste in einem Privathaus in der heute noch existierenden Judengasse statt. Zum ersten Mal erwähnt wird ein jüdischer Bürger im Jahr 1717. Nachdem die Juden auf Beschluss des Landesfürsten die Städte Saarbrücken und St. Johann verlassen mussten, siedelten sich viele von ihnen in Illingen und Ottweiler an. Von diesem Zeitpunkt an stieg die Zahl der Gemeindemitglieder stetig an und erreichte 1855 ihren Höchststand. 1855 stellte die jüdische Gemeinde ca. 25 % der Einwohner von Illingen. Im Laufe der nächsten Jahre nahm die Zahl allerdings immer weiter ab. Bereits im Jahr 1930, also noch vor dem Volksentscheid 1935 und dem damit verbundenen Anschluss des Saargebietes an das Deutsche Reich, kam es zu ersten Ausschreitungen gegen die jüdische Gemeinde. Nach den Novemberpogromen lebten 1939 noch 32 Mitglieder der jüdischen Gemeinde in Illingen. 1941 weist die Statistik keine in Illingen mehr lebenden Juden aus. Damit war die jüdische Gemeinde erloschen.
Das Gedenkbuch der Opfer der Verfolgung der Juden unter der nationalsozialistischen Gewaltherrschaft in Deutschland 1933–1945 nennt 62 und die Datenbank der Gedenkstätte Yad Vashem 133 namentlich bekannte und in Illingen geborene Mitglieder der jüdischen Gemeinde, die während der Zeit des Nationalsozialismus ermordet wurden oder den Freitod wählten.
Entwicklung der jüdischen Einwohnerzahl
| Jahr | Juden   | Jüdische Familien |
| ---- | ------- | ----------------- |
| 1763 |         | 9                 |
| 1790 |         | 12                |
| 1824 | 145     |                   |
| 1843 | 198     |                   |
| 1855 | 256     |                   |
| 1895 | ca. 220 |                   |
| 1919 | 182     |                   |
| 1925 | ca. 200 |                   |
| 1933 | 107     |                   |
| 1939 | 32      |                   |
| 1941 | 0       |                   |

Quelle: jüdische-gemeinden.de